# Авлопоподібні
Авлопоподібні (Aulopiformes) — ряд морських променеперих риб. З'явилися у верхній крейді. Вони поєднують в собі примітивні структурні особливості з прогресивними еволюційними адаптаціями.

## Поширення
Населяють теплі і помірні води всіх океанів.

## Характеристики
Для авлопоподібних є характерними особлива будова зябрової дуги, великий рот, глибоко порізаний хвостовий плавець, гермафродитизм і відсутність плавального міхура.

## Класифікація
Ряд Авлопоподібні (Aulopiformes) складається з приблизно 15 сучасних і декількох доісторичних родин з близько 45 родів і понад 230 видів:

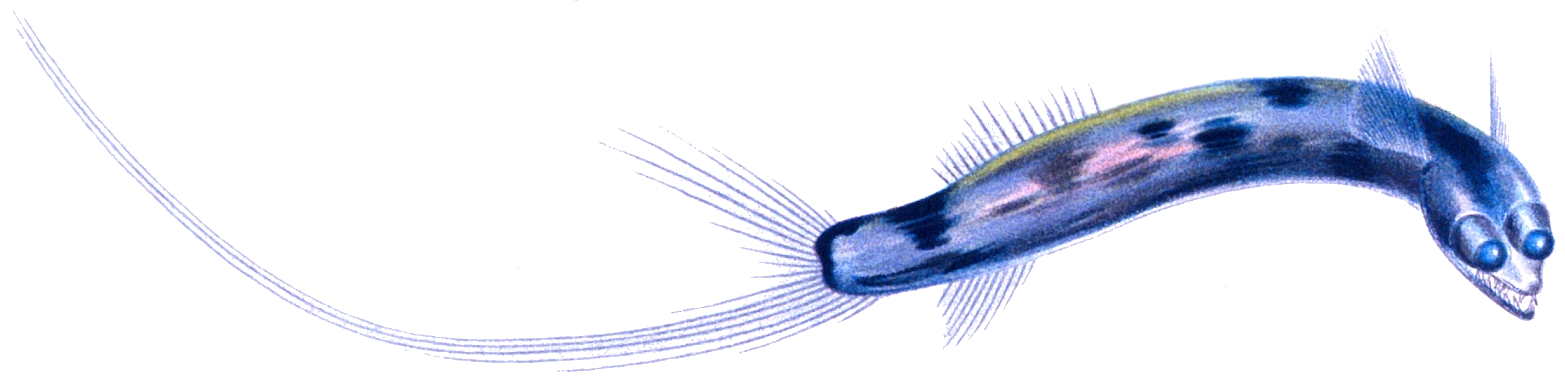
Gigantura chuni

†Ichthyotringoidei:
- Ichthyotringidae
- Dercetidae
- Prionolepididae

†Halecoidei:
- Halecidae

Synodontoidei:
- Paraulopidae
- Aulopidae
- Pseudotrichonotidae
- Synodontidae  — Ящероголові

Chlorophthalmoidei:
- Bathysauroididae
- Chlorophthalmidae
- Bathysauropsidae
- Notosudidae
- Ipnopidae

Alepisauroidei:
- Anotopteridae
- †Cimolichthyidae
- †Enchodontidae
- Scopelarchidae
- Evermannellidae
- Alepisauridae
- Omosudidae
- Paralepididae

Giganturoidei:
- Bathysauridae
- Giganturidae